# Contea di Clay (Missouri)
La contea di Clay (in inglese Clay County) è una contea dello Stato USA del Missouri. Il nome le è stato dato in onore di Henry Clay, famoso statista statunitense. Al censimento del 2000 la popolazione era di 184 006 abitanti. Il suo capoluogo è Liberty.

## Geografia fisica
L'U.S. Census Bureau certifica che l'estensione della contea è di 1 059 km², di cui 32 km² costituiti da acque interne.

## Infrastrutture e trasporti

### Strade
- Interstate 35
- Interstate 435
- U.S. Route 69
- U.S. Route 169
- Route 1
- Route 33
- Route 92
- Route 152
- Route 210
- Route 291

## Contee confinanti
- Contea di Clinton (Missouri) - nord
- Contea di Ray (Missouri) - est
- Contea di Jackson (Missouri) - sud
- Contea di Wyandotte (Kansas) - sud-ovest
- Contea di Platte (Missouri) - ovest

## Storia
La Contea di Clay venne costituita nel 1822.

## Città e paesi

### Comuni
- Avondale - city
- Birmingham - village
- Claycomo - city
- Excelsior Estates - village - in parte nella contea di Ray
- Excelsior Springs - city - in parte nella contea di Ray
- Gladstone - city
- Glenaire - city
- Holt - city - in parte nella Clinton
- Independence - city - in parte nella contea di Jackson
- Kansas City - city - in parte nelle contee di Jackson, Platte e Cass
- Kearney - city
- Lawson - city - in parte nella contea di Ray
- Liberty - city
- Missouri City - city
- Mosby - city
- North Kansas City - city
- Oaks - village
- Oakview - village
- Oakwood - village
- Oakwood Park - village
- Pleasant Valley - city
- Prathersville - village
- Randolph - village
- Smithville - city - in parte nella contea di Platte
- Sugar Creek - city - in parte nella contea di Jackson